# 1940 في نيوزيلندا
فيما يلي قوائم الأحداث التي وقعت خلال عام 1940 في نيوزيلندا.

## سياسة

### انتهاء فترة المنصب
- 27 مارس – ميخائيل جوزيف سافاج عضو مجلس النواب النيوزيلندي ‏.

## رياضة
- 1 يناير – كأس نيوزيلندا 1940 الفائز Waterside Karori [الإنجليزية]‏.

## مواليد

### يناير
- 1 يناير – أوين ويلكس
- 1 يناير – بيلي غراهام ملاكم نيوزيلندي.
- 1 يناير – تيسا دودر كاتبة نيوزيلندية.
- 1 يناير – تيم رادفورد صحفي نيوزيلندي.
- 1 يناير – جون غرينغراس لاعب دوري رغبي نيوزيلندي.
- 1 يناير – ديفيد هاي سياسي نيوزيلندي.
- 1 يناير – روبين دونالد كاتبة نيوزيلندية.
- 1 يناير – سوزان غولدبرغ رسامة نيوزيلندية.
- 1 يناير – ميخائيل جاكسون عالم بعلوم الإنسان نيوزيلندي.
- 1 يناير – ميرفين وليامز رسام نيوزيلندي.
- 1 يناير – نيفيل يونغ
- 6 يناير – دونالد هيل لاعب كريكت نيوزلندي.
- 12 يناير – غاري جايلز لاعب كريكت نيوزلندي.
- 25 يناير – يان واتكن ممثل نيوزيلندي.

### مارس
- 7 مارس – ميخائيل ويلسون لاعب كريكت نيوزلندي.
- 26 مارس – فيونا كيدمان كاتبة نيوزلندية.
- 29 مارس – تشارلز إي. إم. بيرس رياضياتي أسترالي.

### أبريل
- 24 أبريل – برايان روبنسون كيميائي نيوزيلندي.

### مايو
- 3 مايو – بيتر كارترايت محامي نيوزيلندي.

### يونيو
- 26 يونيو – جيم سميث لاعب كريكت نيوزلندي.

### يوليو
- 9 يوليو – غراهام ستانتون

### أغسطس
- 8 أغسطس – جون ميجر
- 16 أغسطس – ريتشي تومسون درّاج طريق نيوزيلندي.

### سبتمبر
- 12 سبتمبر – وارين كول مُجدّف نيوزيلندي.
- 18 سبتمبر – بروس موراي لاعب كركيت نيوزيلندي.
- 20 سبتمبر – جوناثان هاردي ممثل نيوزيلندي.
- 22 سبتمبر – ويليام روبرتسون لاعب كريكت نيوزلندي.

### أكتوبر
- 15 أكتوبر – رايموند سكينر مُجدّف نيوزيلندي.

### ديسمبر
- 13 ديسمبر – بيل أندرو متسابق دراجات نارية نيوزيلندي.

## وفيات

### فبراير
- 9 فبراير – إستر جلان (مواليد 1881)

### مايو
- 5 مايو – روبن كوكي (مواليد 1880)

### يونيو
- 7 يونيو – إدغار كاين (مواليد 1918) طيار مقاتل نيوزيلندي.
- 24 يونيو – روبرت ماكنزي (مواليد 1869)

### أغسطس
- 10 أغسطس – إرنست رايت (مواليد 1867)

### أكتوبر
- 12 أكتوبر – ديفيد إيفانز (مواليد 1886)